# Ритуал
Ритуалът е действие или поредица от действия, изпълнявани с установени правила за последователност, място, изпълнител(и) и др.
Той е израз на дадена традиция, а самите действия са неспонтанни и имат най-вече символично значение. Науката, която изучава ритуалите е етнология. Ритуалите, свързани с религията, се наричат обреди. За свързаните с радостни събития ритуали се използват термините церемония, честване или тържество, а главното действащо лице на такива събития се назовава церемониалмайстор. Ритуалите често са изпълнявани в определено помещение – ритуална/обредна зала/дом, главно при сватби и погребения.

## Етимология
Думата „ритуал“ е заимствана от думата със същото значение ritual в английския език, където се среща за пръв път през 1570 г., а през 17 век се използва, за да означава „предписания ред за извършване на религиозни служби“ или по-точно книгата с тези предписания. Коренът на „ритуал“ е в санскритското Рта, означаващо „това, което е правилно свързано, ред, правило“, през ритус (на латински: ritus) – древноримски термин за комбинация от церемония и ритуали.
Думи със сродно значение: церемония, тържество, честване, обред.

## Характеристика
Ритуалът може да се разгледа от 4 гледни точки.

### Символ
Ритуалът е система от символи, които съхраняват или по-скоро съдържат специфичните особености на ритуалното поведение.

### Ценност
Ритуалът е средство за предаване на информация за най-важните ценности и тяхната йерархия.

### Цел
Ритуали съществуват и без връзка с мит или с религия, представлявайки отделна система от цели и средства за постигането им.

### Роля
Ритуалът може да се разглежда и като продукт от взаимодействието на различни социални статуси и позиции.

## Видове
Ритуалите може да се разделят на директни или косвени, както и на позитивни (съдържащи воля за действие) и негативни (съдържащи нежелание, отказ от действие, табу).. Ритуалите може да са свързани с конкретен празник (църковен или светски) или с определен повод (сватба, раждане на дете, успех, раздяла, смърт и др.), както и със ситуциии в ежедневието ни като: наздравица, ръкостискане, ръкопляскане, почукване по затворена врата и т.н. Някои ритуали по света:
- Запалването на олимпийски огън.
- Хвърлянето на новородени бебета от високо към събраната долу тълпа.[4]
- Ритуали против уроки, като: чукане на дърво, плюене през рамо, хвърляне на сол, кадене, баене, леене на куршум, гасене на кибритени клечки във вода, пиене на светена вода и др.
- Гадаене – разнообразни ритуали като гледане на кафе, боб, различни карти, кристално кълбо и др.
- Призоваване на дъжд.
- Татуиране – в някои племена татуирането е ритуал, свързан с израстването.
- Спортистите често имат свои ритуали преди започване на състезание или при постигане на успех.
- Изпълнение на национален химн, понякога с издигане на национален флаг – при този ритуал се стои прав, като израз на уважение, съчетано понякога с поставяне на дясната ръка на сърцето.
- Козируване при военните лица – кратък ритуал в стегната изправена поза, при който се отдава почит чрез поднасяне на пръстите на дясната ръка към слепоочието.
- Поклон – един от най-разпространените ритуали, като при далекоизточните култури, начинът на покланяне е показателен за степента на уважението.
- Свалянето (или повдигането) на шапката – ритуал за отдаване на почит.
- Заставане на едно коляно – крайна форма за отдаване на почит или умоляване.
- Апотропей – ритуали, свързани с талисманите.
- Японска чаена церемония (чадо или садо) – включва подготовката и поднасянето на зелен прахообразен чай на гости.

### Църковни ритуали
Религията е изключително свързана с ритуали. Едни от най-известните ритуали са:
- Молитва
- Палене на свещи
- Прекръстване
- Ритуали, свързани с използването на ароматни масла и растения (напр. тамян), вино, светена вода и др.

### Сватбени ритуали
В различните държави се изпълняват разнообразни ритуали свързани с женитбата:
- кражба на булката
- ергенско/моминско парти
- пълнене с пари на обувката на булката
- размяна на пръстени
- настъпване на младоженеца
- първа целувка
- носене на булката на ръце от младоженеца
- хвърляне във въздуха над главите на младоженците на ориз, жито, дребни монети, бонбони и т.н.
- ритване на менче с вода или поливане на вода
- брудершафт
- чупене на чашите на младоженците
- захранване на младоженците от свекървата с питка с мед и сол
- разчупване на питка над главите на младоженците
- танц (хоро) с булката (булката повежда хорото, който се хване ѝ дава пари)
- кумово хоро
- сваляне на жартиера
- хвърляне на букета
- захранване с торта
- първа брачна нощ
- меден месец

### Ритуали, свързани със смърт

#### Погребение
Освен традиционното погребение в ковчег, се практикува и кремация. Прахът от нея се поставя в урна, като тя може да се съхранява в дома, на определено място в гробищен парк, или се разпръсква над сушата или в морето. Възможно е също урната да се положи в гроб или да се хвърли в морето (т.нар. морско погребение). Интересен, вече забранен ритуал, е тибетското небесно погребение. При него тялото на починалия се занася на върха на някоя планина, където го нарязват, за да привлече животните, а неизядените останки от тялото се правят на прах.

#### Самоубийство
Ритуалното самоубийство сепуко, е част от японската култура, като целта му е запазване на честта на изпълняващия го.

#### Жертвоприношение
Жертвоприношението е ритуално убийство на хора или животни с цел почитане или умилостивяване на божество, както и израз на благодарност към него.

### Традиционни ритуали в България
- Еньовден и Еньова буля – взаимно свързани ритуали, първият от които е т.нар. мълчана вода;
- Коледуване – прогонване на злото на Бъдни вечер;
- Кукери – кукерски танц, прогонващ злото и зимата;
- Ладуване – ритуал, изпълняван за различни празници, най-общо представлява форма на гадаене;
- Лазаруване – песни, изпълнявани по домовете от млади невести;
- Мартеница – закичва се на 1 март и се сваля с идването на пролетта;
- Нестинарство – ритуален танц в жарава, извършван по строго установени правила;
- Пеперуда – ритуал за призоваване на дъжд;
- Седянка – събиране на младите хора в миналото;
- Сурвакане – ритуални действия със специално приготвена сурвачка;
- Тричане на кучета – езически ритуал за предпазване на кучетата от бяс.

### Индиански ритуали
Едни от най-известните ритуали изпълнявани от индианците в Северна Америка, достигнали до нас благодарение на многото тематична художествена литература са:
- Пушене на тютюн от обща лула и заравяне на томахавка като символ на помирение
- Рисуване по лицето с цветовете на войната;
- Скалпиране – взимане на част от скалпа на победения враг като трофей.

### Ритуали при животните
Животните също изпълняват някои ритуали основно като средство за ухажване. Те включват различни звуци, движения и поведение.